# Boremaskine
En boremaskine bruges til at få et bor til at snurre rundt, så man kan bore hul i et materiale (f.eks. træ, metal, glas, kunststof). Boremaskiner findes i mange udformninger, og kun et udpluk kan vises nedenfor.

## Historisk rullebor
Rulleboret var kendt i vikingetiden og måske også før. Den historiske udgave snurrer frem og tilbage ved at man bevæger den vandrette stang op og ned over midterstangen. Borespidsen er som på et platbor, ikke særlig skarp, ikke spåntagende, men kan slide et hul i træ. Denne tidlige boremaskine har været brugt gennem mange århundreder. Moderne udgaver har været lavet med skaft ligesom på en amerikanerskruetrækker.

## Borsving
Borsvinget har ligeledes været anvendt gennem flere hundrede år. I vore dage fremstilles det altid med metalbøjle, men tidligere var bøjlen også ofte lavet i træ.

## Håndboremaskine
Den lille håndboremaskine er praktisk til hobby- og sløjdbrug.

## Batteriboremaskine
Den batteridrevne boremaskine er blevet næsten enerådende som håndværkerens transportable boremaskine, og den kan også bruges til skruebits til at skrue skuer ind og ud, og derfor kan boremaskinen køre begge veje og har momentindstilling, så skruer ikke kan drejes for hårdt i.

## Borestander
Borestander og søjleboremaskiner er store boremaskiner, der har deres plads i professionelle værksteder.

## Galleri
- Demonstration af boremaskine rekonstrueret fra middelalderen
- Nærbillede af rullebor
- Moderne udgave af rullebor
- Borsving med bor
- Håndboremaskine
- Moderne boremaskine med genopladeligt batteri
- Borestander i et værksted. Det er en stationær boremaskine